# Kap Bridgman
Kap Bridgman er et næs i Wandelhavet, Ishavet i det nordøstlige Grønland.
Området blev navngivet af Robert Peary og opkaldt efter Herbert L. Bridgman, der var en af medlemmerne i Peary Arctic Club i New York.
Kap Bridgman blev lokaliseret på den nordlige side af udmundingen af Frederick E. Hyde Fjord i Peary Land. Administrativt er det en del af Grønlands Nationalpark.
I 1900 var dette næs Robert Pearys østligste præcise geografisk udforskede område i Nordgrønland, da han mødte tåge længere mod syd. I 1907 blev det et vigtigt landemærke for Danmark-ekspeditionen, der kortlagde området syd og sydøst for næsset, samt Daly Bjergene der rejser sig mod vest.

## Rereferencer
1. ↑  How Did Frederick E. Hyde Fjord Get Its Name?
2. ↑  Prostar Sailing Directions 2005 Greenland and Iceland Enroute, p. 125
3. ↑  "Kap Bridgman". Mapcarta. Hentet 11. februar 2019.
4. ↑  Spencer Apollonio, Lands That Hold One Spellbound: A Story of East Greenland, 2008 p. 101

83°25′00″N 26°42′00″V / 83.4167°N 26.7°V